# Disciotis maturescens
Espèce
Disciotis maturescens est une espèce de champignons ascomycètes (Fungi) de la famille des Morchellaceae. Morphologiquement proche des Pezizaceae, elle s'en distingue par caractéristiques microscopiques comme ses congénères de Disciotis dont Disciotis venosa, la Pézize veinée, est l'espèce type.

## Description
Disciotis maturescens produit une petite apothécie de 3–4 cm de diamètre en forme de coupe s'étalant avec l'âge, colorée d'un brun roux sombre sur sa surface interne et d'un blanc furfuracé sur sa surface externe. La chair est pâle.
Ses spores non apiculées, elliptiques, sans sporidioles et garnies extérieurement à chaque extrémité de granules protoplasmatiques, comme dans la famille des Morilles, des Verpes et dans le genre Disciotis. De plus, l'extrémité de leurs asques ne bleuit pas par l'iode,.
Il existe une variété nommée Disciotis maturescens var. fulvescens Boud qui se distingue par une couleur plus claire et par un pédicule particulièrement accentué et sillonné se prolongeant légèrement sous la cupule,.

## Répartition
Les variétés maturescens et fulvescens ont été décrites depuis des exemplaires récoltés dans l'arrière-pays niçois. Selon leur descripteur, elles seraient rares et méridionales,.
Disciotis maturescens n'est que rarement citée dans la littérature mycologique.

## Confusions possibles
Disciotis maturescens se distingue de Disciotis venosa par sa taille moindre, la couleur de son  hyménium plus bai et celle de l'extérieur plus carnée. De plus, son pied est le plus souvent absent. Contrairement à l'espèce type, Ses asques sont toujours mûres, ce qui n'est pas le cas chez D. venosa qui n'est fertile que tardivement. C'est ce dernier caractère qui lui vaut le nom de son épithète spécifique « maturescens », provenant du latin maturus (« mûr »),.
Son apparence est semblable à Discina ancilis. Sa taille est plus petite et son hyménium brun a une très légère teinte pourprée, mais la couleur de leur face extérieure est identique. Elle s'en distingue cependant facilement par ses spores caractéristiques du genre Disciotis. 

## Taxonomie
Disciotis maturescens est décrite en 1885 par le mycologue français Jean Louis Émile Boudier.
Cette espèce a pour synonymes :
- Discina maturescens (Boud.) Sacc.
- Discina maturescens var. fulvescens (Boud.) Sacc. & Trotter
- Discina maturescens var. fulvescens Boud.
- Peziza maturescens (Boud.) Kanouse